# Castello di Varese Ligure
Il castello Fieschi è stato un edificio militare e difensivo di Varese Ligure, in provincia della Spezia, situato in piazza Castello. 
Edificato dai conti Fieschi nel medioevo, il castello andò a completare quella nuova opera urbanistica avviata dai feudatari fliscani nel centro varesino e che venne denominata "Borgo Rotondo", per la sua forma ellittica, una sorta di "cittadella fortificata".

## Storia

Fieschi

Le esigenze che portarono alla nascita del castello fliscano sono legate a due importanti fattori: il controllo di un'importante via di comunicazione, e di scambi commerciali, tra la costa levantina e l'appennino ligure emiliano, e gli eventi bellici che interessarono questa parte dell'alta val di Vara.
La soluzione fu la creazione di un nuovo borgo fortificato che, con forma ellittica, avrebbe chiuso la piazza centrale circondandosi con uguali case in pietra lungo il perimetro, al di sotto delle quali vi si aprivano i portici per le attività lavorative, e collegate con la principale strada mediana attraverso stretti vicoli, assicurandosi così una buona ed efficace cortina difensiva. Nella parte settentrionale del cosiddetto "Borgo Rotondo", così viene denominato localmente, a chiusura del centro fortificato, si realizzò quindi un primo palazzo che divenne la residenza dei Fieschi in Varese Ligure.
Dopo già due tentativi di assedio nel XV secolo, il borgo di Varese cadde sotto la spedizione militare del capitano di ventura Niccolò Piccinino, al servizio del duca di Milano Filippo Maria Visconti contro i Fieschi. È in questo periodo che venne realizzata, nel 1435, la torre alta di offesa, originariamente munita di ponte levatoio e considerata tra le più moderne e avanzate per gli armamenti bellici dell'epoca; alla costruzione della "torre del Piccinino" contribuirono maestranze dalla Lunigiana, già artefici dell'edificazione della torre del castello del Piagnaro di Pontremoli.
La seconda torre, più bassa e di forma cilindrica con base a scarpa, fu invece realizzata sotto la dominazione dei Landi tra il 1472 e il 1478-1479.
La proprietà feudale dei Fieschi cessò definitivamente nel 1547 dopo la fallita Congiura di Gianluigi Fieschi contro Andrea Doria che, di fatto, spianò la strada alla Repubblica di Genova per il controllo del territorio e dei vari possedimenti feudali. 

Istituita la Podesteria di Varese, l'ex residenza fliscana, dopo le nuove modifiche alla struttura come la realizzazione dei finestroni nella torre dei Landi e forse un abbassamento del torrione, divenne la sede del podestà locale e delle carceri.
Dopo altri usi nel corso dei secoli, il castello, restaurato negli anni sessanta del XX secolo a cura della Soprintendenza ai Monumenti della Liguria, è oggi di proprietà comunale e sede di mostre, convegni e manifestazioni.

## Galleria d'immagini

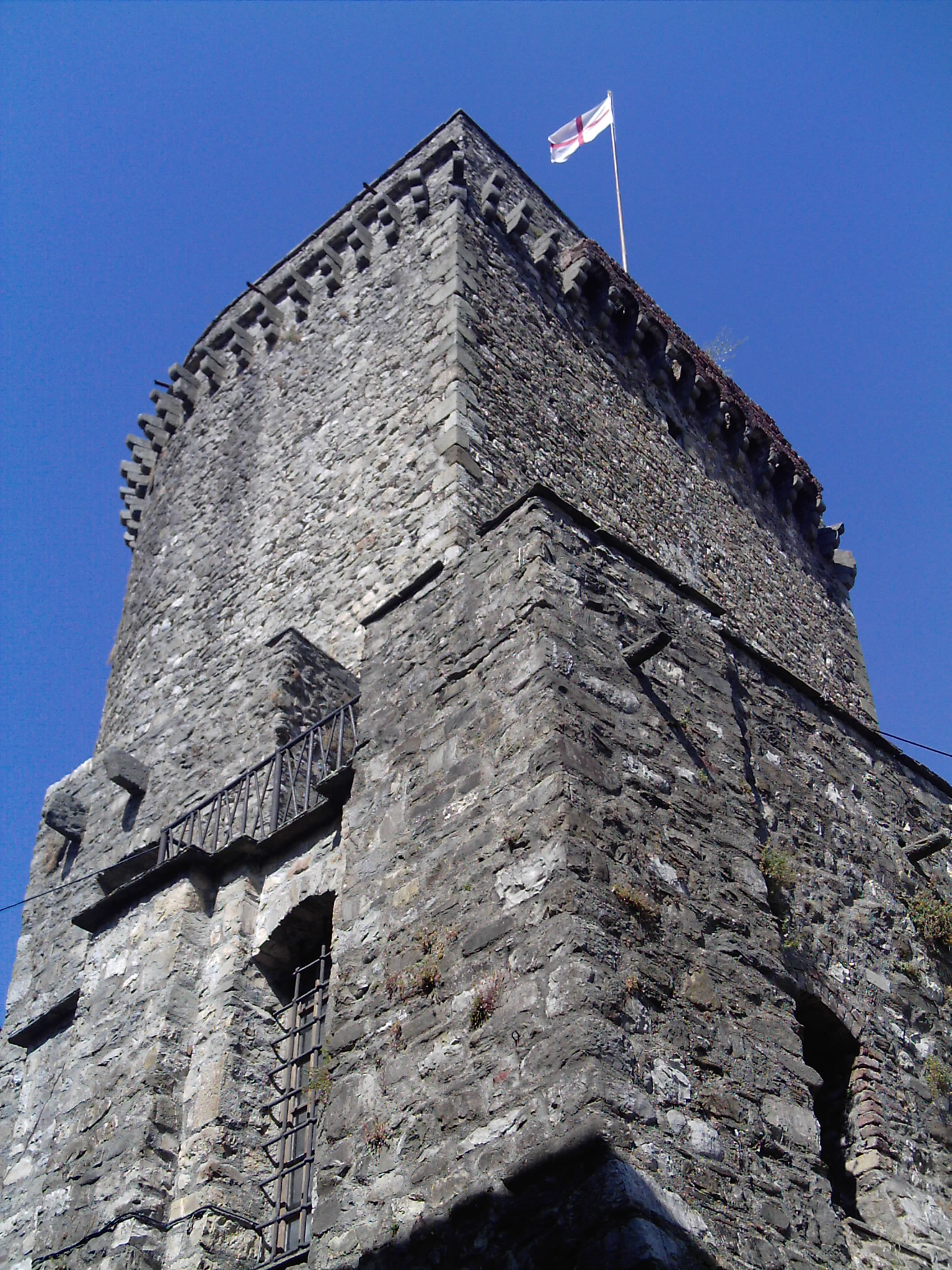
Particolare della torre del Piccinino
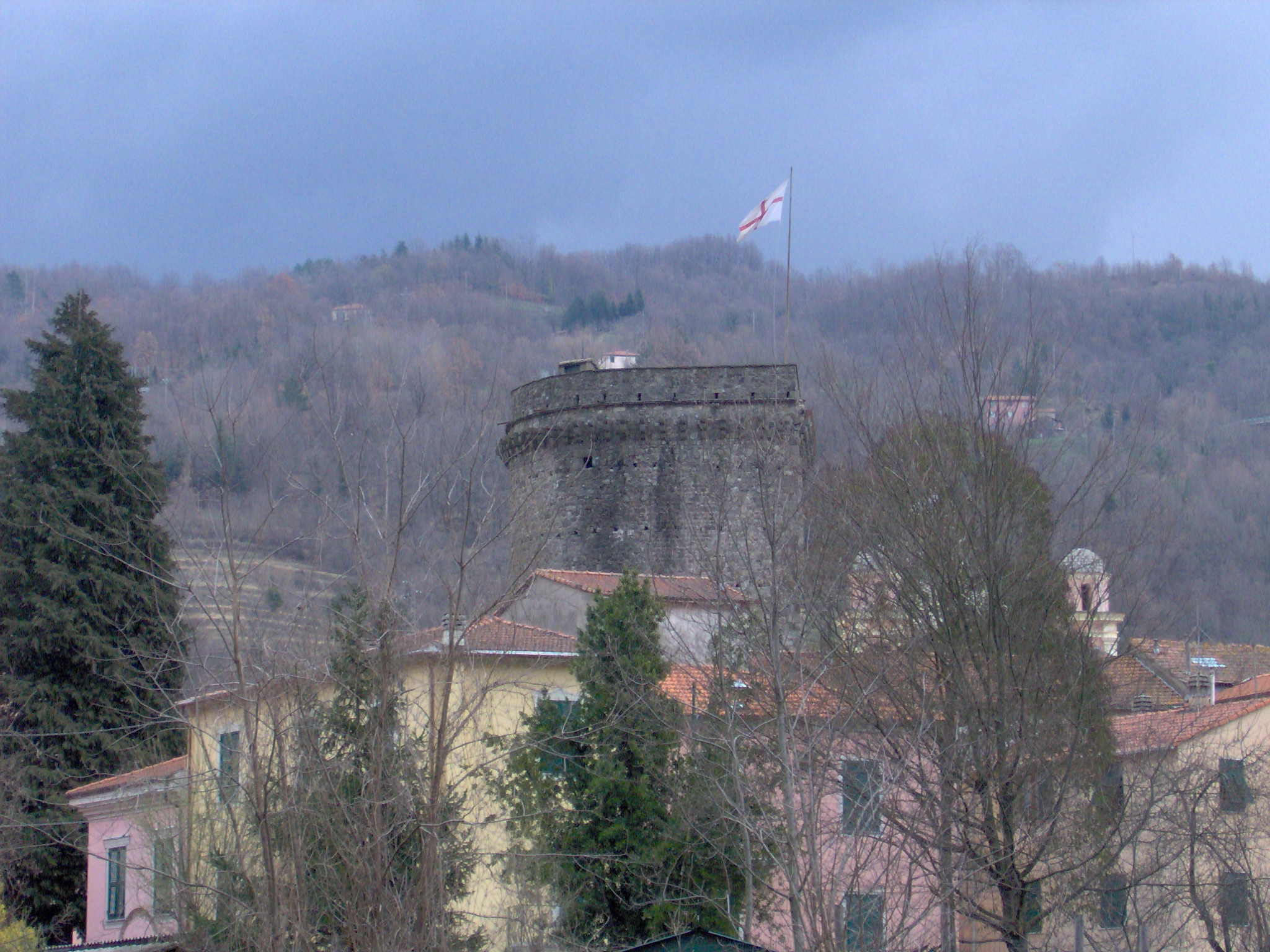
La torre svettante sul Borgo Rotondo